# Distrito de Maywand

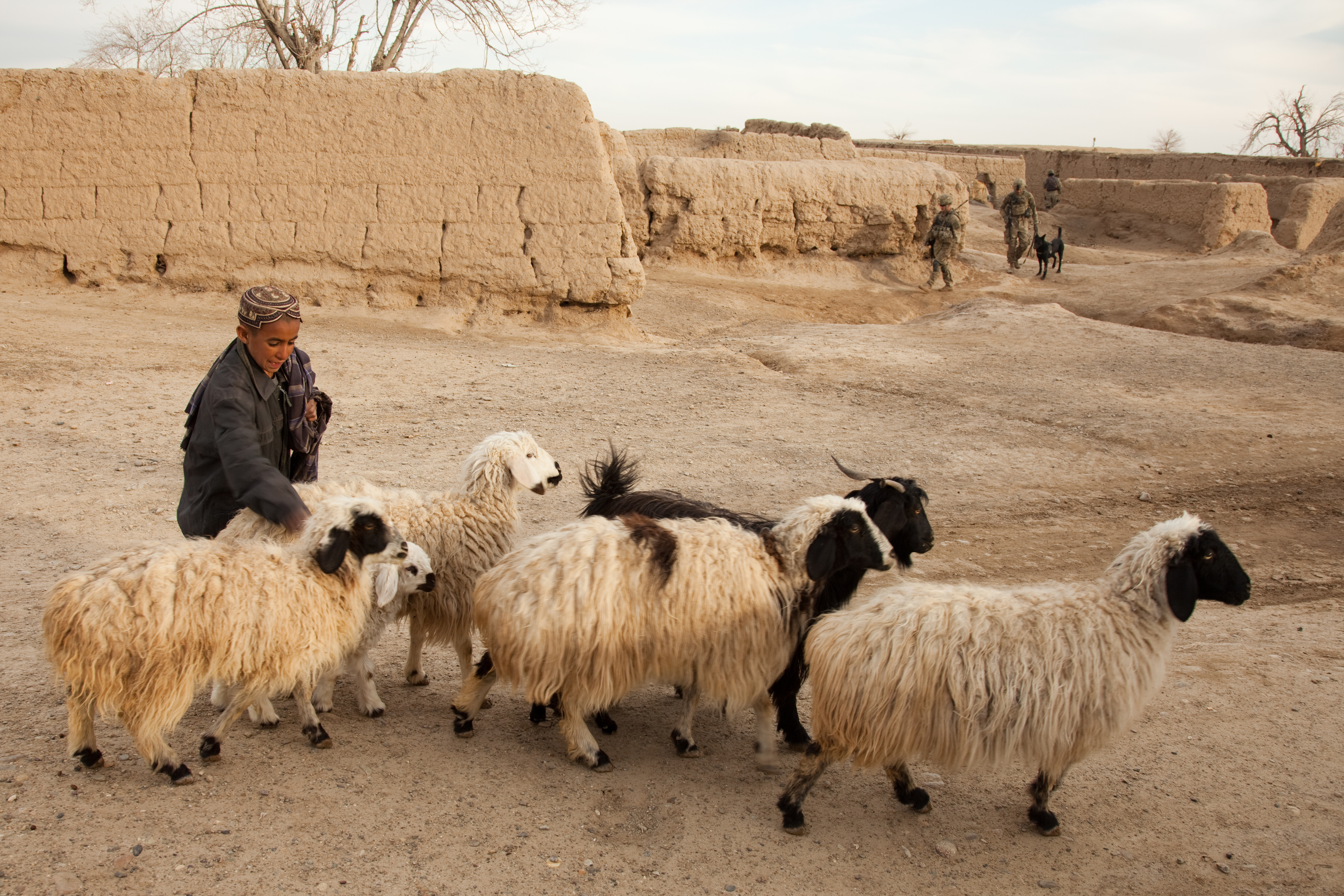
Niño pastorea ovejas a través de una calle, en Sher'Ali Kariz, distrito de Maiwand, provincia de Kandahar, Afganistán.

El Distrito de Maywand se encuentra en la parte oeste de la Provincia de Kandahar, Afganistán. Tiene fronteras con la Provincia de Heldmand al oeste; el Distrito de Ghorak al norte; el Distrito de Khakrez al noreste y el de Panjwai al este y sur. La población es de 51.900 personas (2006). La capital es Maywand, localizada en la parte central del distrito.
Este distrito está entre las dos mayores ciudades del sur de Afganistán: Lashkar Gah y Kandahar.
- Datos: Q2669299
- Multimedia: Maiwand District / Q2669299